# Nico Mattan

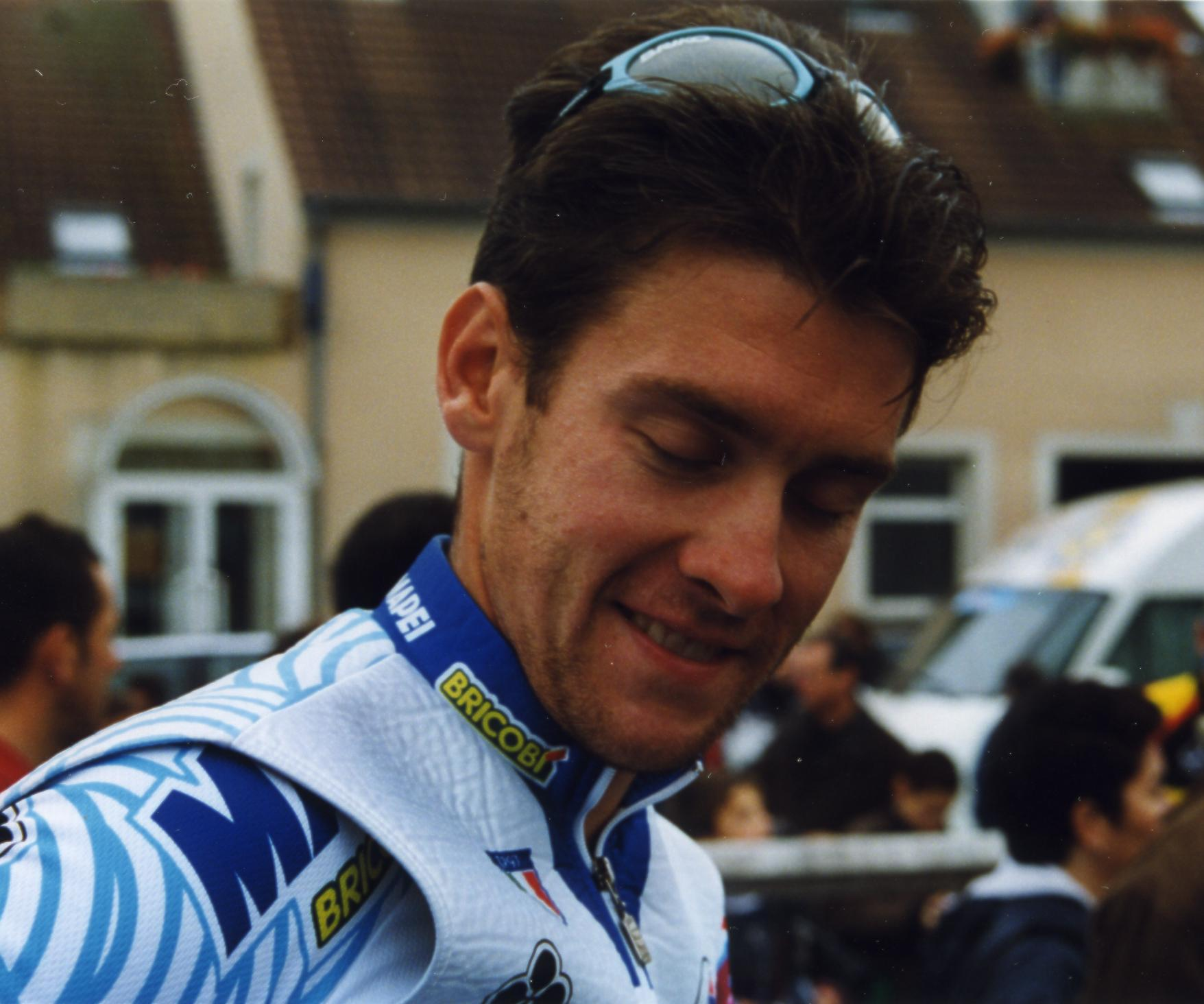
Nico Mattan

Nico Mattan (* 17. Juli 1971 in Izegem) ist ein ehemaliger belgischer Radrennfahrer.
Mattan wurde 1994 Profi. Einige Zeit lang musste er seine Karriere wegen Herzproblemen unterbrechen.
Er galt als Spezialist für klassische Eintagesrennen, konnte aber auch gute Resultate in Prologzeitfahren erzielen. Einen seiner  wichtigsten Siege erzielte er 2005 bei dem ProTour-Rennen Gent–Wevelgem, wobei er allerdings von einem Motorrad profitierte, was ihn wieder an Juan Antonio Flecha heranbrachte, der schon wie der sichere Sieger aussah.
Im Jahr 2000 wurde Mattan für vier Monate gesperrt, weil er das unerlaubte Stimulanz Heptaminol eingenommen hatte.
Nach Ablauf der Saison 2007 beendete er seine Karriere.

## Palmarès
1996
- eine Etappe Tour de la Région Wallonne

2001
- Prolog Paris–Nizza
- Drei Tage von De Panne und eine Etappe
- GP Ouest France-Plouay

2003
- Prolog Paris–Nizza

2005
- Gent–Wevelgem

## Teams
- 1994 bis 1996: Lotto
- 1997 und 1998: Mapei
- 1999 bis 2003: Cofidis
- 2004: Relax Bodysol
- 2005 und 2006: Davitamon-Lotto
- 2007: DFL-Cyclingnews-Litespeed